# شهرستان ترویان
شهرستان ترویان (به بلغاری: Troyan Municipality) یک شهرستان در بلغارستان است که در استان لووچ واقع شده‌است. شهرستان ترویان ۸۸۸٫۸۵ کیلومتر مربع مساحت و ۳۳٬۸۲۷ نفر جمعیت دارد.